# 関東理工自動車専門学校
関東理工自動車専門学校（かんとうりこうじどうしゃせんもんがっこう）は、かつて茨城県取手市に存在した、自動車に関する専修学校。
つくば職業訓練教育財団が運営した。閉校時期は不明だが、2018年（平成30年）1月の時点で閉校している。

## 所在地
- 茨城県取手市新川722-1

## 学科
- 自動車整備科（昼・2年）
- 独自の「就職マニュアル」を作成していた。これを学生に配布し、またクラス担任と就職指導過当者が連携をとり的確な指導を行っていた。